# Europæisk lærk
Europæisk lærk (Larix decidua) er et op til 40 m højt nåletræ med en opret og slank vækst. Det er i Danmark plantet over hele landet, især i skove.

## Beskrivelse
Europæisk lærk er et stort, løvfældende nåletræ med en opret, slank, men i alderdommen mere kuplet og uregelmæssig vækst. Barken er først bleggul til høfarvet med fine riller fra nålefæsterne. Senere bliver den grågul og sprækker op i langsgående revner. Til sidst er den rødbrun og furet på langs med dybe revner, som adskilles af afskallende barkkamme. grenene er kransstillede og kraftige (dog slet ikke som hos japansk lærk). Gamle grene er overhængende og har eventuelt en opbuet spids. Sidegrenene er tynde og hængende.
Knopperne er spredte. På etårsskud sidder de lysegrønne nåle enkeltvis, mens de på ældre skud dannes på knudeformede dværgskud, som bærer bundter af nåle. Nålene farves gule før løvfald. Blomstringen sker før eller lige i begyndelsen af løvspringet. De hunlige blomster er samlet i rødlige, oprette stande, mens de hanlige er grønlige og hængende. Hunblomsterne bliver senere til oprette kogler med tæt tilsiddende kogleskæl. Frøene er vingede og spiredygtige i Danmark.
Rodnettet består af en eller flere kraftige, dybtgående hovedrødder. Finrødderne ligger højt i jorden og danner mycorrhiza med flere svampe, heriblandt lærkens rørhat.
Højde x bredde og årlig tilvækst: 25 x 15 m (45 x 25 cm/år).

## Voksested
Europæisk lærk forekommer over et stort område, der følger de højeste bjerge i Europa: Fra Tatrabjergene i det sydlige Polen over Karpaterne i Østeuropa til Alperne, Appenninerne og Pyrenæerne i Sydeuropa.
I Dolomitterne findes den ved skovgrænsen i samfund med bl.a. bjergfyr, cembrafyr, grønel, hvid foldblad, rustbladet alperose, stendafne og vårensian på veldrænet bund.

## Sygdomme
Europæisk lærk angribes af en svampesygdom, lærkekræft, som forringer veddets kvalitet. Derfor dyrkes træet ikke erhvervsmæssigt i Danmark.

## Billeder
- Barken hos europæisk lærk.
- europæisk lærk i høstfarve.
- Hunlige (røde) og hanlige (gule) kogler.
- Kogle